# Grays Peak
Der Grays Peak ist ein Berg in der Front Range Region der Rocky Mountains im US-Bundesstaat Colorado. Mit seinen 4350 Metern Höhe zählt er zu den 54 sogenannten „Fourteeners“ in Colorado, den Bergen über 14.000 Fuß (4267 m) Höhe.
Die Erstbesteigung erfolgte 1861 durch den Botaniker Charles C. Parry, der den Berg nach seinem Kollegen Asa Gray benannte. Gray selbst sah den Berg erst 11 Jahre später das erste Mal.
Der Grays Peak liegt als höchster Punkt auf der kontinentalen Wasserscheide und trennt Clear Creek- von Summit County. In unmittelbarer Nähe liegt der nahezu gleich hohe Torreys Peak. Die Interstate 70 verläuft nur wenige Kilometer entfernt.